# Крейг, Лиам
Ли́ам Крейг (англ. Liam Craig; род. 27 декабря 1987 или 27 декабря 1986, Чирнсайд) — шотландский футболист, полузащитник. 

## Клубная карьера
Крейг начал свою профессиональную карьеру футболиста в клубе «Фалкирк», куда перешёл в январе 2006 года из дубля «Ипсвича».
В декабре 2007 года он был арендован «Сент-Джонстоном» на 1 месяц, за который забил гол уже в дебютной игре против «Ливингстона». Спустя 5 месяцев трансфер Лиама был выкуплен «святыми», его сумма составила 25 тысяч фунтов и включала в себя получение 25 % со следующей продажи. В своём последнем матче за клуб он отметился голом в ворота «Мотеруэлла», принесший «Сент-Джонстону» выход в Лигу Европы.
За полгода до этого, в январе 2013 года, Крейг подписал предварительный контракт с «Хибернианом». 24 августа 2013 года Лиам впервые отличился в футболке «хибс», забив два мяча в матче против «Килмарнока». Спустя месяц, 24 сентября, шотландец отличился хет-триком в поединке второго раунда Кубка лиги со «Странраером», чем помог эдинбуржцам одержать победу со счётом 5:3.
В ноябре 2013 года новый главный тренер «Хиберниана» Терри Бутчер назначил Крейга капитаном команды. 2 января 2014 года хавбек забил победный гол в дерби Эдинбурга с «Харт оф Мидлотиан», реализовав пенальти.